# Jannick Top
Jannick Top (Marsiglia, 4 ottobre 1947) è un compositore, arrangiatore e bassista francese, noto in particolare per la militanza nel gruppo di rock progressivo dei Magma.

## Biografia
Dopo aver conseguito una formazione classica che lo ha portato a dedicarsi al pianoforte, al violoncello e alla direzione d'orchestra, forma il suo primo gruppo, di cui è contrabbassista con il batterista Vincent Séno.
Nel 1973 entra nei Magma di Christian Vander per registrare l'album Mekanïk Destruktïw Kommandöh, il primo capolavoro del gruppo. Benché la sua prestazione sia inficiata da una produzione che penalizza la sezione ritmica, si intuisce la differenza stilistica con il precedente bassista del combo, Francis Moze. L'anno seguente partecipa al primo disco solista di Vander, Wurdah Ïtah, colonna sonora del film Tristan et Iseult d'Yves Lagrange.

Con il lavoro successivo dei Magma, Köhntarkhösz, Top inizia a farsi spazio anche come compositore, funzione da sempre esercitata in maniera quasi egemonica dal batterista Christian Vander.
Successivamente si unisce ai Troc, fino a quando nel 1981 si ricongiunge ai vecchi compagni dei Magma, Christian Vander, Didier Lockwood e Benoît Widemann per registrare Fusion, un disco di jazz-rock in cui l'esperienza "magmatica" dei musicisti è però ben evidente.
Parallelamente alla sua carriera nel rock progressivo, Top lavora anche con artisti della musica popolare francese come Michel Berger, France Gall, Nicole Rieu, Johnny Hallyday, Bernard Lavilliers, ma anche con artisti internazionali come Ray Charles, Herbie Hancock, Eurythmics, Riccardo Cocciante, Bonnie Tyler, Lalo Schifrin, Don Cherry, Ute Lemper, Jacques Dutronc e Ennio Morricone.
Si dedica anche alle colonne sonore per i film del regista Pierre Jolivet e per le trasmissioni del documentarista Nicolas Hulot.

## Discografia selezionata
- Magma - Mekanïk Destruktïw Kommandöh (1973)
- Christian Vander -  Wurdah Ïtah (1974)
- Vander, Top, Blasquiz, Garber - Document 73
- Magma - Köhntarkhösz (1974)
- Magma - Üdü Wüdü
- Jannick Top - Utopia
- Michel Portal - Turbulence
- Jannick Top - Soleil d'Ork
- Utopic Sporadic Orchestra - Nancy 1975
- Vandertop - Paris 76
- Lockwood, Top, Vander, Widemann - Fusion (1981)
- Commissario Navarro (1989-2005)